# Dactylostylis serrata
Dactylostylis serrata är en kräftdjursart som först beskrevs av Brian Frederick Kensley och Heard 1985.  Dactylostylis serrata ingår i släktet Dactylostylis och familjen Janirellidae. Inga underarter finns listade i Catalogue of Life.